# Liste der Biografien/Peter, J
Liste der Biografien |
Portal Biografien |
J Personensuche
# |
A |
B |
C |
D |
E |
F |
G |
H |
I |
J |
K |
L |
M |
N |
O |
P |
Q |
R |
S |
T |
U |
V |
W |
X |
Y |
Z |
?
 
Pa |
Pc |
Pe |
Pf |
Ph |
Pi |
Pj |
Pk |
Pl |
Pm |
Pn |
Po |
Pr |
Ps |
Pt |
Pu |
Pv |
Pw |
Py
 
Pea |
Peb |
Pec |
Ped |
Pee |
Pef |
Peg |
Peh |
Pei |
Pej |
Pek |
Pel |
Pem |
Pen |
Peo |
Pep |
Peq |
Per |
Pes |
Pet |
Peu |
Pev |
Pew |
Pex |
Pey |
Pez
 
Peta |
Petc |
Pete |
Peth |
Peti |
Petj |
Petk |
Petl |
Petm |
Peto |
Petr |
Pets |
Pett |
Petu |
Petw |
Pety |
Petz
 
Petea |
Petec |
Petei |
Petek |
Petel |
Peten |
Peter |
Petes
 
Peter, A |
Peter, B |
Peter, C |
Peter, D |
Peter, E |
Peter, F |
Peter, G |
Peter, H |
Peter, I |
Peter, J |
Peter, K |
Peter, L |
Peter, M |
Peter, N |
Peter, O |
Peter, P |
Peter, R |
Peter, S |
Peter, T |
Peter, U |
Peter, V |
Peter, W |
Peter, Y |
Peter, Z |
Petera |
Peterb |
Peterd |
Petere |
Peterf |
Peterh |
Peteri |
Peterk |
Peterl |
Peterm |
Petern |
Peters |
Petery |
Peterz
Die Liste der Biografien führt alle Personen auf, die in der deutschsprachigen Wikipedia einen Artikel haben. Dieses ist eine Teilliste mit 18 Einträgen von Personen, deren Namen mit den Buchstaben „Peter, J“ beginnt.

## Peter, J

### Peter, Ja
- Peter, Jan (* 1968), deutscher Filmregisseur, Drehbuchautor, Fernsehproduzent und Showrunner
- Peter, Jannis (* 2000), deutscher RadrennfahrerJannis Peter (* 2000)

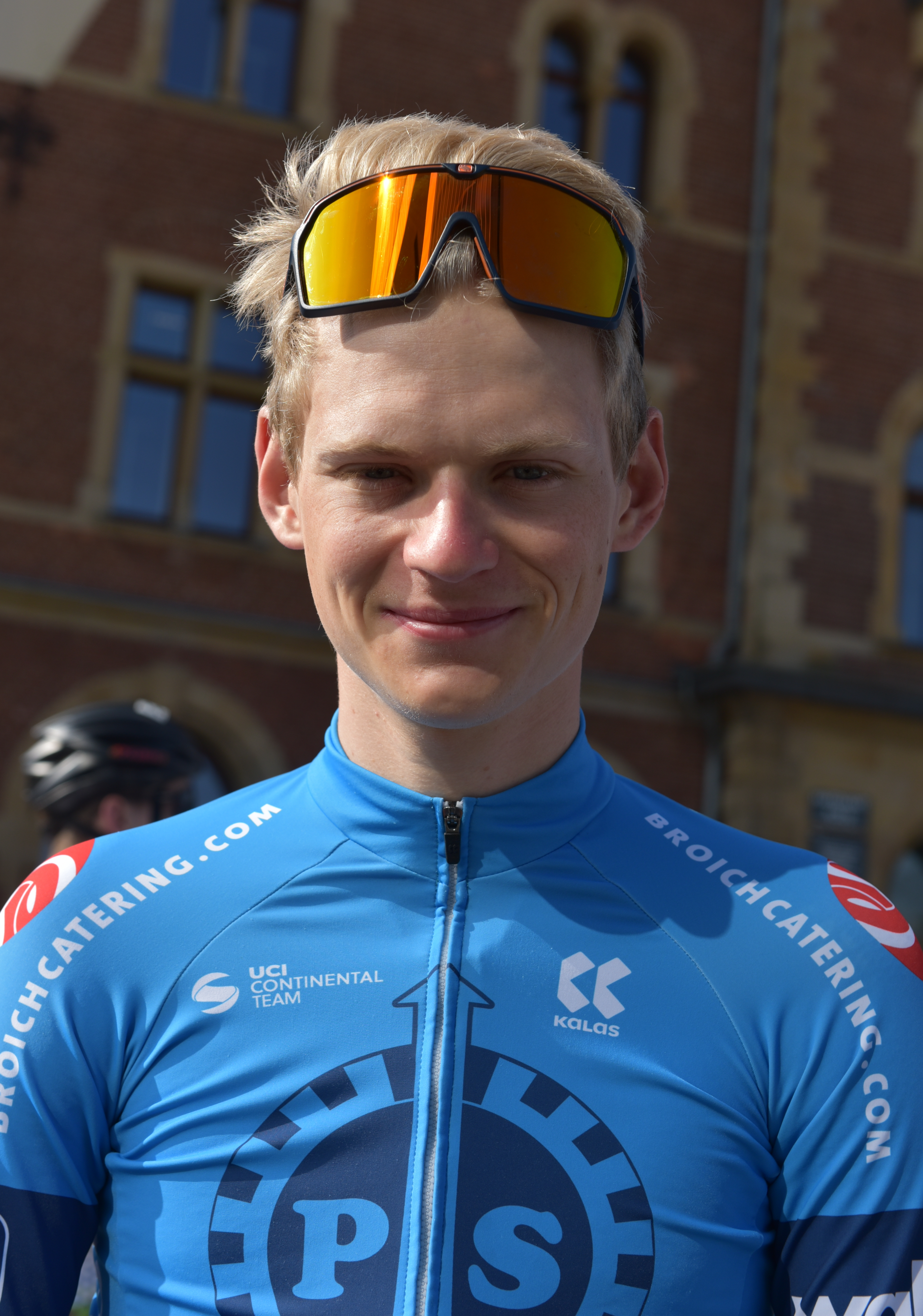
Jannis Peter (* 2000)

- Péter, János (1910–1999), ungarischer kommunistischer Politiker und Bischof der reformierten Kirche

### Peter, Jo
- Peter, Johann (1858–1935), böhmischer Schriftsteller
- Peter, Johann Friedrich (1746–1813), US-amerikanischer Komponist
- Peter, Johann Wenzel (1745–1829), österreichischer Tiermaler, tätig in Rom
- Peter, Johannes (1791–1841), deutscher Landwirt und Mitglied der kurhessischen Ständeversammlung
- Peter, John (1937–1998), indischer Hockeyspieler
- Peter, Jörg, Schweizer Radrennfahrer
- Peter, Jörg (* 1931), deutscher Bauingenieur
- Peter, Jörg (* 1955), deutscher Langstreckenläufer und Marathon-Rekordhalter
- Peter, Josef (1889–1959), österreichischer Politiker (SDAP); Landtagsabgeordneter zum Vorarlberger Landtag
- Peter, Josef (* 1949), Schweizer Marathonläufer
- Peter, Joseph Ignatz (1789–1872), Teilnehmer an der Badischen Revolution 1848/49

### Peter, Ju
- Peter, Julius (1853–1934), deutscher Bankier
- Peter, Julius (* 1946), tansanischer Hockeyspieler
- Peter, Jürgen, deutscher Schlagersänger
- Peter, Jürgen (* 1956), deutscher Sozial- und Politikwissenschaftler